# Lijst van voetbalinterlands Barbados - Belize
Deze lijst van voetbalinterlands is een overzicht van alle officiële voetbalwedstrijden tussen de nationale teams van Barbados en Belize. De landen speelden tot op heden twee keer tegen elkaar. De eerste ontmoeting, een vriendschappelijke wedstrijd, werd gespeeld in Wildey op 3 juni 2018. Het laatste duel, eveneens een vriendschappelijke wedstrijd, vond plaats op 4 augustus 2018 in San Pedro.

## Wedstrijden
| № | Plaats    | Datum           | Competitie        | Wedstrijd         | Uitslag |
| - | --------- | --------------- | ----------------- | ----------------- | ------- |
| 1 | Wildey    | 3 juni 2018     | Vriendschappelijk | Barbados – Belize | 0 – 0   |
| 2 | San Pedro | 4 augustus 2018 | Vriendschappelijk | Belize − Barbados | 1 − 0   |

## Samenvatting
| Competitie        | Totaal gespeeld | Winst Barbados | Gelijk | Winst Belize | Doelsaldo Barbados – Belize |
| ----------------- | --------------- | -------------- | ------ | ------------ | --------------------------- |
| Vriendschappelijk | 2               | 0              | 1      | 1            | 0 − 1                       |
| Totaal            | 2               | 0              | 1      | 1            | 0 − 1                       |

Wedstrijden bepaald door strafschoppen worden, in lijn met de FIFA, als een gelijkspel gerekend.